# Arthur Bliss
Sir Arthur Edward Drummond Bliss (2. august 1891 – 27. marts 1975) var en af de mest fremtrædende nyere engelske komponister.
Han skrev Farvesymfonien i 1922 og symfonien Morning Heroes i 1930. Han har også skrevet musik for strygere, en klaverkoncert, en violinkoncert,  en cellokoncert, orkesterværker, samt en ballet og en opera.

## Udvalgte værker
- "Farvesymfoni" (1922) - for orkester
- "Morgen Helte" (1930) - for sangsolister og orkester
- "Musik" (1935) - for strygeorkester
- "Salme til Apollo" (1926) - for orkester
- "Meditation over et Tema af John Blow" (1955) - for orkester
- "Introduktion og Allegro" (1926) - for orkester
- "Alder af alder" (1975) - for orkester
- "Metamorfe variationer" (1970) - for orkester
- Klaverkoncert (1939) - for klaver og orkester
- Violinkoncert (1955) - for violin og orkester
- Cellokoncert (1970) - for cello og orkester
- "Skakmat" (1937) - ballet
- "Mirakel i Gorbals" (1944) - ballet